# 콜드 스틸
콜드 스틸(Cold Steel)은 미국 캘리포니아에 위치한 도검류 및 기타 도구 제작 회사이다. 1980년에 린 C. 톰슨이 설립하였다.
자사 생산품으로 돈육, 대나무, 밧줄, 다다미 등 온갖 물체들을 마구 베어넘기고 때려부수는 마케팅 영상으로 컬트적인 인기를 끌고 있다.